# Cá bông lau
Cá bông lau (tên khoa học: Pangasius krempfi) là một loài cá thuộc chi Cá tra (Pangasius). Loài này phân bố chủ yếu ở Đông Nam Á trong lưu vực sông Mê Kông. Môi trường sống là nơi nước lợ. Thức ăn của chúng là trái cây, tảo và động vật giáp xác. Đây là loài di trú, có một thời gian sống ở các vùng nước ven biển (đây là đặc tính chỉ có duy nhất ở loài này trong họ Cá tra), và một thời gian di cư vào sông (chỉ ở sông Mê Kông mà không là các sông khác) để sinh sản. Cá có kích thước lớn, tăng trưởng nhanh.
Cá Bông lau còn thấy ở vùng cửa sông Cần Giờ.
Cá Bông lau dễ bị nhầm lẫn với một loại cá khác là Cá Dứa (tên khoa học: Pangasius kunyit). Cá Bông lau đuôi màu vàng trên lưng thì màu xám xanh, cá Dứa có vây lưng màu xanh, đuôi vàng xanh hoặc đỏ vàng, cá có vảy ít ở gần mang cũng như cá bông lau.

## Miêu tả
Lưng và đầu cá Bông lau màu xanh lá cây, bụng màu trắng, vảy trong suốt, vây hơi vàng. Vây lưng: 1-1, các tia vây lưng: 6-7, gai hậu môn: 4, các tia vây mềm hậu môn: 31-34; và 18-22 lược mang ở cung đầu tiên. Chiều dài tối đa 120 cm, cân nặng tối đa 14 kg. Các răng lá mía chia tách ở đường giữa, kết nối với các răng vòm miệng để tạo thành vệt dài hình lưỡi liềm.

## Tập tính
Người ta giả thiết rằng có ít nhất hai quần thể trên sông Mê Kông thực hiện việc di cư. Một quần thể di cư trong giai đoạn tháng 5-9 từ phía nam thác Khone ngược dòng tới vùng nước để đẻ dọc theo dòng chính sông Mê Kông tới tận Chiang Khong gần biên giới Lào-Thái Lan-Myanma. Quần thể kia di cư xuôi dòng từ gần Stung Treng tới vùng nước để đẻ nằm giữa Stung Treng và Kompong Cham ở Campuchia trong mùa đẻ trứng từ tháng 5 tới tháng 8. Khi mực nước rút xuống kể từ tháng 10, chúng di chuyển ngược lại sông chính để bắt đầu di cư phân tán ngược dòng, đạt tới khu vực ngay dưới thác Khone. Chúng sống trong các vũng nước sâu trong dòng chính trong suốt mùa khô. Ở Việt Nam, cá bông lau thường thấy ở hệ thống sông Cửu Long, nhất là sông Hậu.